# Barbula subrufa
Barbula subrufa är en bladmossart som beskrevs av Brotherus och C. Müller 1900. Barbula subrufa ingår i släktet neonmossor, och familjen Pottiaceae. Inga underarter finns listade i Catalogue of Life.